# Taboo (série télévisée)
Pour les articles homonymes, voir Taboo (homonymie).
Taboo est une série télévisée britannique en huit épisodes d'environ 57 minutes créée et écrite par Steven Knight, Tom Hardy et son père, Edward « Chips » Hardy, produite par Ridley Scott, et diffusée du 7 janvier au 25 février 2017 sur BBC One au Royaume-Uni et à partir du 10 janvier 2017 sur FX aux États-Unis et sur FX Canada.
En France, la série est diffusée depuis le 15 avril 2017 sur Canal+ Séries. En Belgique, la série est enfin disponible sur Netflix depuis le 10 avril 2022. 
Une 2e et 3e saison ont été prévues, mais le développement dépend de l'emploi du temps de Tom Hardy,.

## Synopsis
Présumé mort en Afrique depuis de nombreuses années, en 1814, James Delaney revient à Londres. Homme tourmenté et changé, il apprend à son retour que son père Horace est mort, et constate que son pays, l'Angleterre, est en guerre avec la France et les États-Unis.
L'arrivée de James menace de perturber les ambitions de sa demi-sœur Zilpha et de son époux Thorne Geary, ainsi que les ambitions politiques de la Compagnie des Indes orientales, présidée par Sir Stuart Strange.

## Distribution

### Acteurs principaux
- Tom Hardy (VF : Jérémie Covillault) : James Keziah Delaney
- Oona Chaplin (VF : Ludmila Ruoso) : Zilpha Geary
- Leo Bill (VF : Emmanuel Lemire) : Benjamin Wilton
- David Hayman (VF : François Siener) : Brace
- Michael Kelly (VF : Patrick Mancini) : Docteur Edgar Dumbarton
- Jonathan Pryce (VF : Patrick Raynal) : Sir Stuart Strange
- Stephen Graham (VF : Laurent Maurel) : Atticus
- Jessie Buckley (VF : Laëtitia Coryn) : Lorna Bow
- Jefferson Hall (VF : Thibaut Lacour) : Lieutenant Thorne Geary
- Richard Dixon (VF : Pierre Forest) : Edmund Pettifer
- Edward Hogg (VF : Arnaud Bédouet) : Michael « Godders » Godfrey
- Franka Potente (VF : Doris Streibl) : Helga
- Nicholas Woodeson (VF : Jean-Loup Horwitz) : Robert Thoyt
- Mark Gatiss (VF : Xavier Fagnon) : Le prince-régent, futur George IV
- Jason Watkins (VF : Jean-Pol Brissart) : Solomon Coop

### Acteurs secondaires
- Tom Hollander (VF : Stefan Godin) : Docteur George Cholmondeley
- Scroobius Pip (en) (VF : Benoît Dugas) : French Bill
- Christopher Fairbank (VF : Jean-Claude Sachot) : Ibbotson
- Roger Ashton-Griffiths (VF : Michel Voletti) : Appleby
- Lucian Msamati (en) (VF : Mohad Sanou) : George Chichester
- Marina Hands (VF : elle-même) : Countess Musgrove
- Danny Ligairi : Martinez
- Richard Katz (VF : Achille Orsoni) : Prêtre
- John McManus (VF : Bruno Forget) : Molly
- Larrington Walker (VF : Bruno Forget) : Mendiant
- Jamie de Courcey (en) (VF : Bruno Forget) : Serviteur dans le palace

## Production
Le 8 mars 2017, la série est renouvelée pour une deuxième saison,.

## Épisodes
Les épisodes, sans titres, sont numérotés de un à huit.